# Nimpšov
Nimpšov (en allemand : Nimpschdorf) est une commune du district de Třebíč, dans la région de Vysočina, en République tchèque. Sa population s'élevait à 56 habitants en 2024.

## Géographie
Nimpšov se trouve à 5 km au sud-est du centre de Moravské Budějovice, à 23,5 km au sud-ouest de Třebíč, à 43 km au sud-sud-est de Jihlava et à 152 km au sud-est de Prague.
La commune est limitée par Nové Syrovice au nord, à l'est et au sud, par Kojatice au sud-ouest et par Dědice à l'ouest.

## Histoire
La première mention écrite de la localité date de 1785.

## Transports
Par la route, Nimpšov se trouve à 8,5 km de Moravské Budějovice, à 36 km de Třebíč, à 52 km de Jihlava et à 183 km de Prague.